# Гусейнов, Мустафа Мамед оглы
Мустафа Мамед оглы Гусейнов (азерб. Mustafa Məmməd oğlu Hüseynov; 23 марта 1928, Шарурский район — 3 февраля 1991, Баку) — советский азербайджанский химик. Доктор химических наук (1963). Член-корреспондент АН Азербайджанской ССР (1980).

## Биография
Родился 23 марта 1928 года в селе Мехраб Шарурского района Нахичеванской АССР. Начальное образование получил в селе Кархун, а среднее — в селе Йенгиджа.
В 1952 году окончил химический факультет Азербайджанского государственного университета и затем аспирантуру Химического института Азербайджанской Академии Наук, работал старшим научным сотрудником в Институте Нефти Азербайджанской АН.
В 1959—1968 годах в Институте нефтехимических процессов им. Ю. Мамедалиева АН Азербайджана, а в 1968—1973 годах в Сумгаитском филиале того же института руководил лабораторией «Синтез хлороорганических соединений».
С 1973 по 1986 год директор Сумгаитского филиала Института Нефтехимических Процессов и в 1978—1986 годах директор основанного на его базе Института Хлороорганического синтеза АН Азербайджана.
С 1986 года до конца жизни руководил лабораторией тонкого органического синтеза ИНХП им. Ю. Мамедалиева АН Азербайджана.
Заслуженный деятель науки Азербайджанской ССР.
Умер 3 февраля 1991 года.

## Научная деятельность
В 1957 году защитил кандидатскую, а в 1963 году — докторскую диссертацию на тему «Исследования в области синтеза и превращений хлоруглеводородов».
В 1966 году утверждён в звании профессора по специальности «Органическая химия». В 1980 году избран членом-корреспондентом АН Азербайджана.
Автор более 500 научных трудов в том числе 1 монография и 260 авторских свидетельств. Подготовил 46 кандидатов и 4 доктора наук.
Мустафой Гусейновым подробно изучена реакция хлорирования и исчерпывающего хлорирования алканов (С1-С7), алкенов (С2-С6) и алкадиенов (С4-С5) и установлены основные закономерности, связанные с циклизацией и диенированием углеводородов. Эти работы удостоены премии ВХО им. Д. Менделеева и золотой медали ВДНХ СССР.
Химик подробно исследовал каталические превращения хлоруглеродов, давшие возможность выяснить химизм и механизм образования отдельных хлоруглеродов. Фундаментальные исследования ученого в области стереохимии диенового синтеза гексахлорциклопентедиена позволили решить ряд вопросов теории органического синтеза и создать процессы промышленного получения новых эффективных антипиренов и негорючих полимерных материалов, нашедших широкое применение в различных отраслях народного хозяйства.
Под руководством Гусейнова разработаны и внедрены в промышленность процессы получения хлор-карбоксилатного полиэтилена, хлорированных ангидридов на основе диеновой конденсации гексахлорциклопентадиена и тетрахлоргидрофталевого ангидрида, плазмо-стойких полимерных резистов негативного и позитивного типа.
Автор работ по вопросам создания безотходных технологических процессов, утилизации отходов производства, охране окружающей среды. В этом направлении им разработаны и внедрены процессы утилизации абгазной соляной кислоты электрохимическим методом с получением дихлорэтана, кубовых остатков ректификации стиролa (завод СК) с получением широкого ассортимента лаков, красок и покрытий, отходов производства хлористого алюминия с получением строительных изоляционных материалов и покрытий.
Участник всесоюзных и общенациональных конференций и конгрессов.

## Общественная деятельность
В 1973 году избран депутатом Сумгаитского городско совета.